# Памятник Мэри Уолстонкрафт
Памятник Мэри Уолстонкрафт — памятник британской писательнице, философу XVIII века, «матери феминизма Великобритании» Мэри Уолстонкрафт. Это единственная статуя, посвященная писательнице.

## Описание
Памятник работы британской художницы и скульптора-абстракциониста Мэгги Хэмблинг Открыт 10 ноября 2020 года. Памятник установлен близ унитарной церкви в районе Ньюингтон-Грин (Newington Green) в Лондоне, где 200 лет назад жила и работала идейная вдохновительница движения за права женщин. Сбор средств на установку памятника занял более 10 лет, было собрано £ 143000.
Представляет собой миниатюрную обнаженную женскую фигуру, возникающую из абстрактной формы, которую BBC описала как «кружащуюся смесь женских форм». На постаменте помещена самая известная цитата М. Уоллстонкрафт: «Я не хочу, чтобы женщина имела власть над мужчиной, но была над собой». Скульптура была вдохновлена заявлением Уоллстонкрафт о том, что она «первая из нового рода».
Скульптура подверглась критике за изображение обнаженной натуры и сосредоточение внимания на женские формы, при этом некоторые считали неуместным изображать таким образом фигуру феминистки. В ответ Хэмблинг отметила, что фигура не была задумана как историческое подобие Уоллстонкрафт. Рассказала, что её работа символизирует дух свободы и контрастирует с большинством похожих скульптур мужчин, возведенных на высокие пьедесталы.